# Чжао Сюэ
Чжао Сюэ (кит. 赵 雪; 6 апреля 1985, Цзинань) — китайская шахматистка, гроссмейстер (2008).
Чемпионка мира среди девочек до 12 лет в 1997 году и до 14 в 1999. Победив  Хампи Конеру на тай-бреке, выиграла  чемпионат мира 2002 среди девушек до 20 лет (Индия Гоа). В 2010-м Чжао Сюэ была близка к выходу в финал чемпионата мира по нокаут системе , но также на тай-бреке в полуфинале уступила соотечественнице Жуань Люфэй.
В составе сборной Китая участница восьми Олимпиад (2002—2016), на которых китаянки выиграли три золота. В 2002 году (Блед, Словения) абсолютно лучший перфоманс среди женщин  - 2707 и первое место на четвертой доске( вместе с  Татьяной Косинцевой). В 2004 (Кальвия, Испания) набрала 10 очков из 12 (первое-второе место на третьей). В 2006 (Турин, Италия) выступая на первой доске с результатом 10 очков из 13, также показала  лучший  перфоманс 2617.  Победительница командного чемпионата мира по шахматам в 2007, 2009 и  2011 годах.

## Изменения рейтинга
| График не отображается по техническим причинам. Чтобы исправить это, воспроизведите график в новом формате, если это возможно. |